# Верхнетагильская ГРЭС
Верхнетаги́льская ГРЭС — электростанция в городе Верхнем Тагиле Свердловской области, работающая в составе АО «Интер РАО — Электрогенерация». В эксплуатации с 29 мая 1956 года.
Станция включает 4 энергоблока электрической мощностью 1062,15 МВт и тепловой — 240 Гкал/ч. Топливо станции — природный газ (100 %). Численность персонала — 383 человека.

## История
Изначально целью сооружения станции являлось обеспечение электрической энергией Уральского электрохимического комбината. Однако в настоящее время основное количество выработанной электроэнергии распределяется по сетям Свердловской области. Также Верхнетагильская ГРЭС снабжает теплом город Верхний Тагил.
Строительство Новоуральской ГРЭС было начато в 1951 году. В Верхний Тагил приехали первые строители электростанции. В 1954 году Новоуральская ГРЭС была переименована в Верхнетагильскую.
Первый агрегат был запущен 29 мая 1956 года в 15 часов. Ввод в эксплуатацию оборудования I—III очередей был осуществлён в 1956—1959 гг., IV очереди — в 1960—1961 гг., V очереди — в 1962—1964 гг. В 1964 году станция достигла проектной мощности 1600 МВт. Для улучшения теплоснабжения города Верхний Тагил была произведена модернизация четырёх конденсационных турбоагрегатов в теплофикационные турбины.
26 марта 2013 года на Верхнетагильской ГРЭС прошла торжественная церемония начала строительства энергоблока № 12 ПГУ — 420.
В январе 2016 года Верхнетагильская ГРЭС вывела из эксплуатации изношенное оборудование I—III очередей и полностью перешла на экологически чистый вид топлива — природный газ. В начале 2017 года из эксплуатации вывели оборудование IV очереди.
21 июня 2017 года состоялась церемония ввода в эксплуатацию нового газового энергоблока Верхнетагильской ГРЭС установленной мощностью 447 МВт.
Новый энергоблок Верхнетагильской ГРЭС является одним из наиболее эффективных в своём классе. Он оснащён системой сухого подавления оксидов азота в камере сгорания, что обеспечивает существенное сокращение выбросов загрязняющих веществ в атмосферу и улучшение экологической ситуации в регионе.
Основное оборудование нового энергоблока включает в себя газовую турбину SGT5-4000F и генератор Sgen5-1000A производства Siemens, паровую турбину К-130, с генератором ТЗФП-160 производства ПАО «Силовые машины» и котёл-утилизатор трёх давлений от российского производителя АО «ИК ЗИОМАР».
Оборудование нового энергоблока имеет один из самых высоких в отрасли КПД электрического цикла — около 58 % и соответствует самым строгим экологическим стандартам.

## Экология
На станции разработана среднесрочная программа технического перевооружения и реконструкции на период 2018—2020 гг. Одним из приоритетных направлений стали разработки в области экологии. Специалисты Верхнетагильской ГРЭС добиваются сокращения выбросов, уменьшения производственных отходов.

## Перечень основного оборудования
| Агрегат                                                       | Тип           | Изготовитель                               | Количество | Ввод в эксплуатацию | Основные характеристики | Основные характеристики           | Источники   |
| Агрегат                                                       | Тип           | Изготовитель                               | Количество | Ввод в эксплуатацию | Параметр                | Значение                          | Источники   |
| ------------------------------------------------------------- | ------------- | ------------------------------------------ | ---------- | ------------------- | ----------------------- | --------------------------------- | ----------- |
| Оборудование паротурбинных установок (энергоблоки №9, 10, 11) |               |                                            |            |                     |                         |                                   |             |
| Паровой котёл                                                 | ПК-47 ПК-47-1 | «ЗиО-Подольск»                             | 6          | 1964 г.             | Топливо                 | газ, мазут                        | [ 5 ]       |
| Паровой котёл                                                 | ПК-47 ПК-47-1 | «ЗиО-Подольск»                             | 6          | 1964 г.             | Производительность      | 320 т/ч                           | [ 5 ]       |
| Паровой котёл                                                 | ПК-47 ПК-47-1 | «ЗиО-Подольск»                             | 6          | 1964 г.             | Параметры пара          | 141 кгс/см2, 545 °С               | [ 5 ]       |
| Паровая турбина                                               | К-205-130     | Ленинградский металлический завод          | 3          | 1964 г.             | Установленная мощность  | 205 МВт                           | [ 5 ]       |
| Паровая турбина                                               | К-205-130     | Ленинградский металлический завод          | 3          | 1964 г.             | Тепловая нагрузка       | 110 Гкал/ч 20 Гкал/ч (для ст.№11) | [ 5 ]       |
| Оборудование парогазовой установки ПГУ-420 (энергоблок №12)   |               |                                            |            |                     |                         |                                   |             |
| Газовая турбина                                               | SGT5-4000F    | Siemens                                    | 1          | 2017 г.             | Топливо                 | газ                               | [ 6 ] [ 7 ] |
| Газовая турбина                                               | SGT5-4000F    | Siemens                                    | 1          | 2017 г.             | Установленная мощность  | 305,9 МВт                         | [ 6 ] [ 7 ] |
| Газовая турбина                                               | SGT5-4000F    | Siemens                                    | 1          | 2017 г.             | tвыхлопа                | 599 °C                            | [ 6 ] [ 7 ] |
| Котёл-утилизатор                                              | П-146         | «ЗиО-Подольск» совместно с NEM Energy b.v. | 1          | 2017 г.             | Производительность      | 288,6 т/ч                         | [ 8 ] [ 9 ] |
| Котёл-утилизатор                                              | П-146         | «ЗиО-Подольск» совместно с NEM Energy b.v. | 1          | 2017 г.             | Параметры пара          | 138 кгс/см2, 566 °С               | [ 8 ] [ 9 ] |
| Котёл-утилизатор                                              | П-146         | «ЗиО-Подольск» совместно с NEM Energy b.v. | 1          | 2017 г.             | Тепловая мощность       | — Гкал/ч                          | [ 8 ] [ 9 ] |
| Паровая турбина                                               | К-130-12,8    | «Силовые машины»                           | 1          | 2017 г.             | Установленная мощность  | 139,7 МВт                         | [ 6 ]       |
| Паровая турбина                                               | К-130-12,8    | «Силовые машины»                           | 1          | 2017 г.             | Тепловая нагрузка       | — Гкал/ч                          | [ 6 ]       |